# Michel Rougerie
Michel Rougerie (Montreuil-sous-Bois, 21 de abril de 1950 - Rijeka, 31 de mayo de 1981) fue un piloto de motociclismo francés. Su mejor año fue en 1974 cuando terminó en el tercer lugar en los  campeonatos del mundo de 250cc y de 350cc.

## Biografía
Hijo de un piloto entusiasta del motociclismo, participó en sus primeras carreras en 1969 con una Honda CB 77, con la que fue tercero en el campeonato francés de 350cc. Con motivo de 1000 kilómetros de Le Mans tuvo sus primeros contactos con Japauto, un importante concesionario Honda en París, que le ofreció una motocicleta oficial para correr el Bol d'Or, que ganó junto con Daniel Urdich.
Después de una temporada 1970, marcado por malos resultados, recibió el apoyo en 1971 por el importador francés Aermacchi Harley-Davidson para ayudarlo en el campeonato nacional: fue segundo en 125 y ganó en 500 (en una Kawasaki H1R). En 1972, gana los títulos nacionales de 250 y 350 y obtiene también sus primeros puntos en el campeonato mundial (noveno en 125 cc y 350 cc en GP de Francia). En 1973, Rougerie corrió todas las carrera del Mundial, obteniendo buenos podios (Assen y Brno en 250cc) y un nuevo título francés de los 250.
En 1974 estuvo caracterizado por los problemaas mecánicos y la fiabilidad de la moto. A pesar de ello, consiguió dos podios. El año siguiente, el francés fue fichado por Harley-Davidson para ayudar Walter Villa en el título oficial. Acabó segundo en 250 en la clasificación general y ganó sus dos primeros Grandes Premios: Gran Premio de Finlandia y Gran Premio de Checoslovaquia.
Decepcionado por el trato recibido en el equipo de Harley, donde fue el "segundo" de Villa, Rougerie cambió en 1976 a Elf Team, que lo dio el salto a 500c.c. (con una Suzuki RG) y Fórmula 750 (con Yamaha TZ), obteniendo los mejores resultados en 750 (cuarto lugar en el trofeo FIM), mientras que en 500 obtuvo solo dos cuartos lugares. Al final de la temporada, mientras se dirigía al GP de Suecia, Rougerie fue víctima de un accidente automovilístico que lo obligó a interrumpir la temporada antes de tiempo. En 1977, el francés se desvinculó de Elf Team y fichó por el equipo italiano de Diemme en 350, logrando una victoria: Gran Premio de España. En 1978, Rougerie reemplazó al lesionado Pat Hennen en Suzuki del Team Heron, equipo del actual campeón del Mundo Barry Sheene.
La carrera de Rougerie se disolvió gradualmente. En 1979, enmarcada en Pernod stable, financiada por grupo alcohólico francés del mismo nombre, fue 15.º en 500 y 17.º en 350, además de competir con dos GP de 125 (con una Motobécane) sin entrar en los puntos. Peor fue aún 1980. En GP de Gran Bretaña no logró evitar a su compatriota Patrick Pons, quien cayó frente a él, y lo embistió, causándole lesiones graves y murió pocos días después. En el Campeonato Mundial 1981, corrió nuevamente con el equipo de Pernod en 250 y 350, logrando inicialmente malos resultados.

## Muerte
En los entrenamientos del GP de Yugoslavia obtuvo un excelente quinto lugar. Ya en carrera, Rougerie marchaba 10.º en la segunda vuelta, cuando su moto se cruzó en la doble curva después de meta. La caída no parecía de gravedad, el piloto estaba de pie, pero Roger Sibille, su compañero en el Team Pernod, no lo pudo evitar, incrustándole el cono del carenado en el vientre y ocasionándole la muerte en el acto.

## Resultados en el Campeonato del Mundo
Sistema de puntuación desde 1969 hasta 1987:
| Posición | 1.º | 2.º | 3.º | 4.º | 5.º | 6.º | 7.º | 8.º | 9.º | 10.º |
| Puntos   | 15  | 12  | 10  | 8   | 6   | 5   | 4   | 3   | 2   | 1    |

### Carreras por año
(Carreras en negrita indica pole position, carreras en cursiva indica vuelta rápida)
| Año  | Cat.  | Equipo          | 1       | 2       | 3       | 4       | 5       | 6       | 7           | 8       | 9       | 10      | 11      | 12      | 13      | Pts. | Pos. |
| ---- | ----- | --------------- | ------- | ------- | ------- | ------- | ------- | ------- | ----------- | ------- | ------- | ------- | ------- | ------- | ------- | ---- | ---- |
| 1970 | 125cc | Maico           | GER -   | FRA Ret | YUG -   | IOM -   | NED -   | BEL -   | DDR -       | CZE -   | FIN -   |         | NAT -   | ESP -   |         | 0    | -    |
| 1970 | 250cc | Honda           | GER -   | FRA Ret | YUG -   | IOM -   | NED -   | BEL -   | DDR -       | CZE -   | FIN -   | ULS -   | NAT -   | ESP -   |         | 0    | -    |
| 1972 | 125cc | Aermacchi       | GER -   | FRA 9   | AUT -   | NAT -   | IOM -   | YUG -   | NED -       | BEL 16  | DDR -   | CZE -   | SWE -   | FIN -   | ESP -   | 2    | 31.º |
| 1972 | 250cc | Yamaha          | GER -   | FRA -   | AUT -   | NAT -   | IOM -   | YUG -   | NED -       | BEL 12  | DDR -   | CZE -   | SWE -   | FIN -   | ESP -   | 0    | -    |
| 1972 | 350cc | Aermacchi       | GER -   | FRA 9   | AUT -   | NAT -   | IOM -   | YUG -   | NED -       | BEL -   | DDR -   | CZE -   | SWE -   | FIN -   | ESP -   | 2    | 32.º |
| 1973 | 250cc | Harley-Davidson | FRA 4   | AUT -   | GER -   |         | IOM -   | YUG -   | NED 2       | BEL 4   | CZE 2   | SWE Ret | FIN -   | ESP 6   |         | 45   | 5.º  |
| 1973 | 350cc | Yamaha          | FRA -   | AUT -   | GER -   | NAT -   | IOM -   | YUG -   | NED -       |         | CZE 7   | SWE 15  | FIN -   | ESP Ret |         | 4    | 35.º |
| 1973 | 500cc | Harley-Davidson | FRA Ret | AUT -   | GER -   |         | IOM -   | YUG -   | NED Ret     | BEL 5   | CZE -   | SWE -   | FIN -   | ESP -   |         | 6    | 31.º |
| 1974 | 250cc | Harley-Davidson |         | GER DNS |         | NAT Ret | IOM -   | NED Ret | BEL 5       | SWE 8   | FIN 2   | CZE Ret | YUG Ret | ESP -   |         | 21   | 9.º  |
| 1974 | 350cc | Harley-Davidson | FRA 5   | GER DNS | AUT 5   | NAT 3   | IOM -   | NED 13  |             | SWE Ret | FIN 8   |         | YUG Ret | ESP -   |         | 25   | 7.º  |
| 1974 | 500cc | Harley-Davidson | FRA 5   | GER DNS | AUT Ret | NAT -   | IOM -   | NED -   | BEL 6       | SWE -   | FIN -   | CZE 8   |         |         |         | 14   | 16.º |
| 1975 | 250cc | Harley-Davidson | FRA 3   | ESP 6   |         | GER 2   | NAT 3   | IOM -   | NED 2       | BEL 2   | SWE Ret | FIN 1   | CZE 1   | YUG -   |         | 76   | 2.º  |
| 1975 | 350cc | Harley-Davidson | FRA -   | ESP Ret | AUT -   | GER -   | NAT -   | IOM -   | NED Ret     |         |         | FIN Ret | CZE Ret | YUG -   |         | 0    | -    |
| 1975 | 500cc | Harley-Davidson | FRA 7   |         | AUT -   | GER Ret | NAT Ret | IOM -   | NED -       | BEL -   | SWE -   | FIN -   | CZE -   |         |         | 4    | 28.º |
| 1976 | 250cc | Yamaha          | FRA Ret |         | NAT Ret | YUG -   | IOM -   | NED -   | BEL -       | SWE -   | FIN -   | CZE -   | GER -   | ESP -   |         | 0    | -    |
| 1976 | 350cc | Yamaha          | FRA Ret | AUT -   | NAT -   | YUG -   | IOM -   | NED -   |             |         | FIN -   | CZE -   | GER -   | ESP -   |         | 0    | -    |
| 1976 | 500cc | Suzuki          | FRA DNQ | AUT 4   | NAT Ret |         | IOM -   | NED Ret | BEL 4       | SWE -   | FIN -   | CZE -   | GER -   |         |         | 16   | 15.º |
| 1977 | 250cc | Yamaha          | VEN -   |         | GER -   | NAT -   | ESP 6   | FRA -   | YUG Ret     | NED -   | BEL -   | SWE -   | FIN -   | CZE -   | GBR -   | 5    | 27.º |
| 1977 | 350cc | Yamaha          | VEN -   |         | GER 9   | NAT 4   | ESP 1   | FRA Ret | YUG 3       | NED 2   |         | SWE Ret | FIN Ret | CZE 8   | GBR Ret | 50   | 4.º  |
| 1977 | 500cc | Suzuki          | VEN -   | AUT DNQ | GER Ret | NAT Ret |         | FRA Ret |             | NED 8   | BEL 23  | SWE 11  | FIN 4   | CZE 3   | GBR Ret | 21   | 13.º |
| 1978 | 350cc | Yamaha          | VEN -   |         | AUT 6   | FRA 10  | NAT 4   | NED Ret |             | SWE 10  | FIN 7   | GBR 4   | GER 3   | CZE 3   | YUG -   | 47   | 6.º  |
| 1978 | 500cc | Yamaha          | VEN -   | ESP 14  | AUT 6   | FRA Ret | NAT Ret | NED 6   | BEL 4       | SWE Ret | FIN Ret | GBR 11  | GER 6   |         |         | 23   | 10.º |
| 1979 | 350cc | Bimota-Yamaha   | VEN Ret | AUT Ret | GER Ret | NAT Ret | ESP Ret | YUG 14  | NED Ret     |         |         | FIN Ret | GBR 6   | CZE Ret | FRA 6   | 10   | 17.º |
| 1979 | 500cc | Suzuki          | VEN 5   | AUT Ret | GER Ret | NAT Ret | ESP 9   | YUG 6   | NED Ret     | BEL DNQ | SWE Ret | FIN Ret | GBR Ret |         | FRA 8   | 16   | 15.º |
| 1980 | 500cc | Suzuki          | NAT -   | ESP 11  | FRA 7   |         | NED 14  | BEL Ret | FIN 15      | GBR Ret |         | GER -   |         |         |         | 4    | 17.º |
| 1981 | 250cc | Yamaha          | ARG Ret |         | GER -   | NAT -   | FRA -   | ESP Ret |             | NED -   | BEL -   | RSM -   | GBR -   | FIN -   | SWE -   | 72   | 4.º  |
| 1981 | 350cc | Yamaha          | ARG Ret | AUT Ret | GER -   | NAT 10  |         |         | YUG Ret (†) | NED -   |         |         | GBR -   |         | CZE -   | 1    | 33.º |